# Francesca Schiavoneová
Francesca Schiavoneová (* 23. června 1980 Milán) je bývalá italská profesionální tenistka. Ve své kariéře vyhrála na okruhu WTA Tour osm turnajů ve dvouhře, včetně grandslamového French Open 2010 a sedm ve čtyřhře. V rámci okruhu ITF získala jeden titul ve čtyřhře.
Na žebříčku WTA byla ve dvouhře nejvýše klasifikována v lednu 2011 na 4. místě a ve čtyřhře pak v únoru 2007 na 8. místě.
V italském fedcupovém týmu debutovala v roce 2002 dubnovým semifinálovým utkáním Světové skupiny výhrou proti Slovence Daniele Hantuchové. V soutěži nastoupila celkem k dvacetičtyř mezistátním utkáním s bilancí 23–21 ve dvouhře a 4–1 ve čtyřhře. V letech 2006, 2008 a 2009 byla členkou vítězného týmu. 
Profesionální kariéru ukončila v září 2018 v 38 letech a rozhodla se věnovat trénování mladých talentů.  V prosinci 2019 na sociálních sítích oznámila, že jí byla diagnostikována rakovina a prodělala chemoterapii. 

## Finálové účasti na turnajích Grand Slamu

### Ženská dvouhra: 2 (1–2)
| Stav       | rok  | turnaj      | povrch | soupeřka ve finále | výsledek      |
| ---------- | ---- | ----------- | ------ | ------------------ | ------------- |
| Vítězka    | 2010 | French Open | antuka | Samantha Stosurová | 6–4, 7–6(7–2) |
| Finalistka | 2011 | French Open | antuka | Li Na              | 4–6, 6–7(0–7) |

### Ženská čtyřhra: 1 (0–1)
| Stav       | rok  | turnaj      | povrch | spoluhráčka       | soupeřky ve finále                                        | výsledek      |
| ---------- | ---- | ----------- | ------ | ----------------- | --------------------------------------------------------- | ------------- |
| Finalistka | 2008 | French Open | antuka | Casey Dellacquová | Anabel Medinaová Garriguesová Virginia Ruanová Pascualová | 2–6, 7–5, 6–4 |

## Finále na okruhu WTA Tour
| Legenda                                               |
| ----------------------------------------------------- |
| D – dvouhra; Č – čtyřhra                              |
| Grand Slam (1–1 D; 0–1 Č)                             |
| Turnaj mistryň (0)                                    |
| Tier I / Premier Mandatory & Premier 5 (0–1 D; 2–2 Č) |
| Tier II / Premier (1–3 D; 4–4 Č)                      |
| Tier III, IV & V / International (6–7 D; 1–2 Č)       |

### Dvouhra: 20 (8–12)
| Stav       | č.  | datum             | turnaj                       | povrch    | soupeřka ve finále          | výsledek      |
| ---------- | --- | ----------------- | ---------------------------- | --------- | --------------------------- | ------------- |
| Finalistka | 1.  | 18. června 2000   | Taškent, Uzbekistán          | tvrdý     | Iroda Tuliaganovová         | 3–6, 6–2, 3–6 |
| Finalistka | 2.  | 10. ledna 2003    | Canberra, Austrálie          | tvrdý     | Meghann Shaughnessyová      | 1–6, 1–6      |
| Finalistka | 3.  | 18. září 2005     | Bali, Indonésie              | tvrdý     | Lindsay Davenportová        | 2–6, 4–6      |
| Finalistka | 4.  | 16. října 2005    | Moskva, Rusko                | koberec   | Mary Pierceová              | 4–6, 3–6      |
| Finalistka | 5.  | 30. října 2005    | Hasselt, Belgie              | tvrdý     | Kim Clijstersová            | 2–6, 3–6      |
| Finalistka | 6.  | 13. ledna 2006    | Sydney, Austrálie            | tvrdý     | Justine Heninová            | 6–4, 5–7, 5–7 |
| Finalistka | 7.  | 9. dubna 2006     | Amelia Island, Spojené státy | antuka    | Naděžda Petrovová           | 4–6, 4–6      |
| Finalistka | 8.  | 1. října 2006     | Lucemburk, Lucembursko       | tvrdý     | Aljona Bondarenková         | 3–6, 2–6      |
| Vítězka    | 1.  | 29. července 2007 | Bad Gastein, Rakousko        | antuka    | Yvonne Meusburgerová        | 6–1, 6–4      |
| Finalistka | 9.  | 19. července 2009 | Praha, Česko                 | antuka    | Sybille Bammerová           | 6–7(4–7), 2–6 |
| Finalistka | 10. | 18. října 2009    | Ósaka, Japonsko              | tvrdý     | Samantha Stosurová          | 5–7, 1–6      |
| Vítězka    | 2.  | 25. října 2009    | Moskva, Rusko                | tvrdý (h) | Olga Govorcovová            | 6–3, 6–0      |
| Vítězka    | 3.  | 17. dubna 2010    | Barcelona, Španělsko         | antuka    | Roberta Vinciová            | 6–1, 6–1      |
| Vítězka    | 4.  | 5. června 2010    | French Open, Paříž, Francie  | antuka    | Samantha Stosurová          | 6–4, 7–6(7–2) |
| Finalistka | 11. | 4. června 2011    | French Open, Paříž, Francie  | antuka    | Li Na                       | 4–6, 6–7(0–7) |
| Vítězka    | 5.  | 26. května 2012   | Štrasburk, Francie           | antuka    | Alizé Cornetová             | 6–4, 6–4      |
| Vítězka    | 6.  | 28. dubna 2013    | Marrakéš, Maroko             | antuka    | Lourdes Domínguezová Linová | 6–1, 6–3      |
| Vítězka    | 7.  | 21. února 2016    | Rio de Janeiro, Brazílie     | antuka    | Shelby Rogersová            | 2–6, 6–2, 6–2 |
| Vítězka    | 8.  | 15. dubna 2017    | Bogotá, Kolumbie             | antuka    | Lara Arruabarrenová         | 6–4, 7–5      |
| Finalistka | 12. | 6. května 2017    | Rabat, Maroko                | antuka    | Anastasija Pavljučenkovová  | 5–7, 5–7      |

### Čtyřhra: 16 (7–9)
| Stav       | č. | datum             | turnaj                         | povrch  | spoluhráčka             | soupeřky ve finále                                        | výsledek              |
| ---------- | -- | ----------------- | ------------------------------ | ------- | ----------------------- | --------------------------------------------------------- | --------------------- |
| Vítězka    | 1. | 28. července 2001 | Sopoty, Polsko                 | antuka  | Joannette Krugerová     | Anastasia Rodionovová Julia Bejgelzimerová                | 6–4, 6–0              |
| Finalistka | 1. | 4. května 2003    | Varšava, Polsko                | antuka  | Eleni Daniilidou        | Magdalena Malejevová Liezel Huberová                      | 6–3, 4–6, 2–6         |
| Finalistka | 2. | 27. července 2003 | Stanford, Spojené státy        | tvrdý   | Yanchong Chenová        | Lisa Raymondová Cara Blacková                             | 6–7(5–7), 1–6         |
| Finalistka | 3. | 15. února 2004    | Paříž, Francie                 | koberec | Silvia Farinaová Eliová | Patty Schnyderová Barbara Schettová                       | 3–6, 2–6              |
| Vítězka    | 2. | 2. května 2004    | Varšava, Polsko                | antuka  | Silvia Farinaová Eliová | Patricia Tarabiniová Gisela Dulková                       | 3–6, 6–2, 6–1         |
| Vítězka    | 3. | 26. února 2005    | Dauhá, Katar                   | tvrdý   | Alicia Moliková         | Liezel Huberová Cara Blacková                             | 6–3, 6–4              |
| Finalistka | 4. | 9. října 2005     | Filderstadt, Německo           | tvrdý   | Květa Hrdličková        | Anastasija Myskinová Daniela Hantuchová                   | 0–6, 6–3, 5–7         |
| Vítězka    | 4. | 25. února 2006    | Dubaj, Spojené arabské emiráty | tvrdý   | Květa Peschkeová        | Naděžda Petrovová Světlana Kuzněcovová                    | 3–6, 7–6(7–1), 6–3    |
| Finalistka | 5. | 21. května 2006   | Řím, Itálie                    | antuka  | Květa Peschkeová        | Ai Sugijamová Daniela Hantuchová                          | 6–3, 3–6, 1–6         |
| Vítězka    | 5. | 1. října 2006     | Lucemburk, Lucembursko         | tvrdý   | Květa Peschkeová        | Liezel Huberová Anna-Lena Grönefeldová                    | 2–6, 6–4, 6–1         |
| Vítězka    | 6. | 15. října 2006    | Moskva, Rusko                  | koberec | Květa Peschkeová        | Galina Voskobojevová Iveta Benešová                       | 6–4, 6–7(4–7), 6–1    |
| Finalistka | 6. | 21. října 2007    | Curych, Švýcarsko              | tvrdý   | Lisa Raymondová         | Rennae Stubbsová Květa Peschkeová                         | 5–7, 6–7(1–7)         |
| Finalistka | 7. | 7. června 2008    | French Open, Paříž, Francie    | antuka  | Casey Dellacquová       | Anabel Medinaová Garriguesová Virginia Ruanová Pascualová | 6–2, 5–7, 4–6         |
| Vítězka    | 7. | 3. října 2009     | Tokio, Japonsko                | tvrdý   | Alisa Klejbanovová      | Daniela Hantuchová Ai Sugijamová                          | 6–4, 6–2              |
| Finalistka | 8. | 15. dubna 2012    | Barcelona, Španělsko           | antuka  | Flavia Pennettaová      | Sara Erraniová Roberta Vinciová                           | 0–6, 2–6              |
| Finalistka | 9. | 28. února 2014    | Florianópolis, Brazílie        | tvrdý   | Silvia Soler Espinosa   | Anabel Medinaová Garriguesová Jaroslava Švedovová         | 6–7(1–7), 6–2, [3–10] |

## Postavení na žebříčku WTA na konci sezóny

### Dvouhra
| Rok    | 1996 | 1997   | 1998   | 1999   | 2000  | 2001  | 2002  | 2003  | 2004  | 2005  | 2006  | 2007  | 2008  | 2009  | 2010 | 2011  | 2012  | 2013  | 2014  | 2015   | 2016  | 2017  | 2018 |
| Pořadí | 949. | ▲ 496. | ▲ 295. | ▲ 184. | ▲ 80. | ▲ 30. | ▼ 41. | ▲ 20. | ▲ 19. | ▲ 13. | ▼ 15. | ▼ 25. | ▼ 30. | ▲ 17. | ▲ 7. | ▼ 11. | ▼ 35. | ▼ 42. | ▼ 82. | ▼ 121. | ▲ 91. | ▲ 90. | —    |

### Čtyřhra
| Rok    | 2001 | 2002   | 2003  | 2004  | 2005  | 2006 | 2007  | 2008  | 2009  | 2010  | 2011   | 2012  | 2013   | 2014   | 2015   | 2016   | 2017  | 2018 |
| Pořadí | 117. | ▼ 143. | ▲ 77. | ▲ 40. | ▲ 34. | ▲ 9. | ▼ 48. | ▲ 32. | ▲ 19. | ▼ 43. | ▼ 131. | ▲ 51. | ▼ 100. | ▼ 144. | ▼ 170. | ▼ 437. | ▲ 163 | —.   |